# Curtea de Apel Iași
Curtea de Apel Iași este una din cele 16 curți de apel din România. Instanța a fost reînființată prin Legea 92/1992, de organizare judecătorească, cu sediul inițial în municipiul Iași, bd. A. Panu, nr. 25.
Curtea de Apel Iași are în circumscripția sa Tribunalele Iași și Vaslui. Judecătoriile arondate acestora sunt: Iași, Pașcani, Hârlău, Răducăneni, Vaslui, Bârlad, Huși și Murgeni.
Curtea de Apel Iași și-a mutat sediul din Palatul de Justiție din Iași - bd. Anastasie Panu Nr. 25, în Noul Palat de Justiție din str. Elena Doamna nr.1A. Vechiul Palat de Justiție este construit în stil arhitectonic modern, între anii 1981- 1986, de către Institutul Județean de Proiectări Iași. Edificiul cu opt niveluri găzduiește Judecătoria Iași. El dispune de șase săli de ședință, 77 de birouri și anexe care totalizează 5465 mp.

## Competența teritorială
- județul Iași
- județul Vaslui

## Secții
- Secția civilă
- Secția penală și pentru cauze cu minori
- Secția contencios administrativ și fiscal
- Secția conflicte de muncă și asigurări sociale

## Istoric
Referiri concerte la existența unei curți de apel, ca instanță judecătorescă de grad superior în structura organizatorică a Principatului Moldovei se găsesc în arhivele ultimului sfert al secolului al XVIII-lea, când Grigore Ghica Vodă, domnul martir al Moldovei, a organizat în 1776 o primă instanță de acest rang. Ulterior prin măsuri succesive adoptate în perioada 1806 – 1823 sunt organizate la Iași două curți de apel cu competențe teritoriale bine definite: Curtea de Apel a Țării de Sus, ce soluționa apeluri privind hotărârile Tribunalelor Suceava Neamț, Dorohoi, Botoșani și Iași – și Curtea de Apel a Țării de Jos – având în raza teritorială activitatea judiciară din ținuturile Bacău, Tecuci, Tutova, Fălciu și Vaslui. Ulterior cele două instanțe sus-menționate au fost unificate.
Organizarea judecătorească modernă începe, în Moldova, odată cu aplicarea la 1 ianuarie 1832 a Regulamentului Organic, care stipula în art. 32 înființarea Curții de Apel Iași cu 3 secțiuni.
După realizarea Unirii Principatelor Române la 24 ianuarie 1859, domnitorul Alexandru Ioan Cuza a demarat o serie de reforme în domeniul judiciar. In perioada anilor 1859 – 1864, sub atenta supraveghere a domnitorului Cuza se pun în practică masuri care conduc la reorganizarea și modernizarea sistemului judiciar, una dintre ele fiind Legea 30 decembrie 1863 prin care odată cu înființarea Curții de Apel Focșani urmau a fi preluate de acesta activități judiciare aferente județelor ce formau Țara de Jos a Moldovei.
Legea pentru organizarea judecătorescă din 1 septembrie 1890 (modificată în anii 1891, 1892 și 1896) afirmă că „justiția se dă de: judecătoriile comunale și de ocol; tribunalele de județ, curțile de apel, curțile cu jurați, Curtea de Casație”. În acea vreme existau în România patru curți de apel: la București, Iași, Galați și Craiova.
Legea pentru organizarea judecătorescă a fost modificată succesiv în 1900, 1901, 1902, 1903, 1905 și 1906, fără a-și schimba prevederile privind puterea judecătorescă.
Prevederile referitoare la curțile de apel au fost modificate în 26 iunie 1924, astfel numărul acestora creștea de la 4 la 12, cu reședințele la Brașov, București, Cernăuți, Chișinău, Cluj, Constanța, Craiova, Galați, Iași, Oradea Mare, Timișoara și Târgu Mureș.
În urma unor modificări ale Legii de organizare judecătorescă din 22 septembrie 1940, numărul curților de apel din țară a fost redus la 10, respectiv Arad, Brașov, București, Constanța, Craiova, Galați, Iași, Sibiu, Suceava și Timișoara.
Prin Legea nr. 5 din 1 august 1952 curțile de apel au fost desființate, fiind introdus sistemul judiciar sovietic cu două grade de jurisdicție, respectiv tribunalele raionale și tribunalele regionale.
Documentele de arhivă ale Curții de Apel Iași păstrează lucrările unor procese celebre la timpul lor, cum ar fi: procesul mișcării separatiste de la Iași, din anul 1866; procesul de „atentat la pudoare” ce a fost intentat criticului Titu Maiorescu, mentorul Junimii, de către cea care urma să devină doamna Veronica Micle; procesul ce l-a opus pe Mihai Eminescu administrației Bibliotecii Universitare Iași; procesele privind mișcarea comunistă, privind rebeliunea legionară din 1941 etc.